# Vuilleminia
Vuilleminia (větvovka) je rod hub z čeledi kornatcovitých (řád Corticiales). Je pojmenován po francouzském mykologovi Paulu Vuilleminovi. Podle údaje z roku 2008 rod obsahuje 11 druhů.

## Druhy
- Vuilleminia alni – větvovka olšová
- Vuilleminia comedens – větvovka obecná (ojíněná)
- Vuilleminia corticola
- Vuilleminia coryli – větvovka lísková
- Vuilleminia cystidiata – větvovka teplomilná (cystidová), druh v ČR kritický ohrožený
- Vuilleminia macrospora – kornatec velkovýtrusný
- Vuilleminia maculata
- Vuilleminia megalospora – větvovka velkovýtrusná
- Vuilleminia obducens
- Vuilleminia pseudocystidiata
- Vuilleminia subglobispora

## Galerie

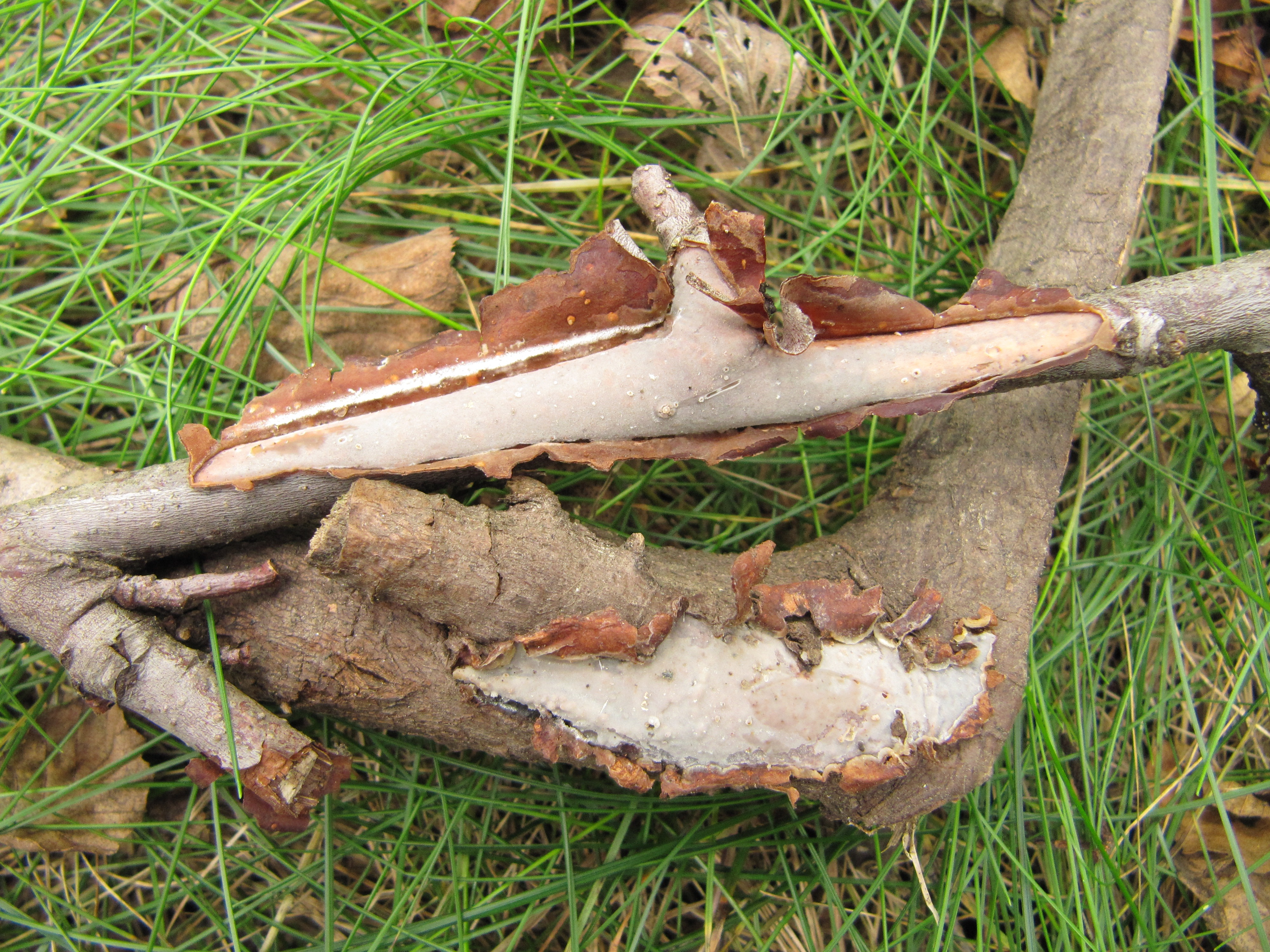
větvovka olšová
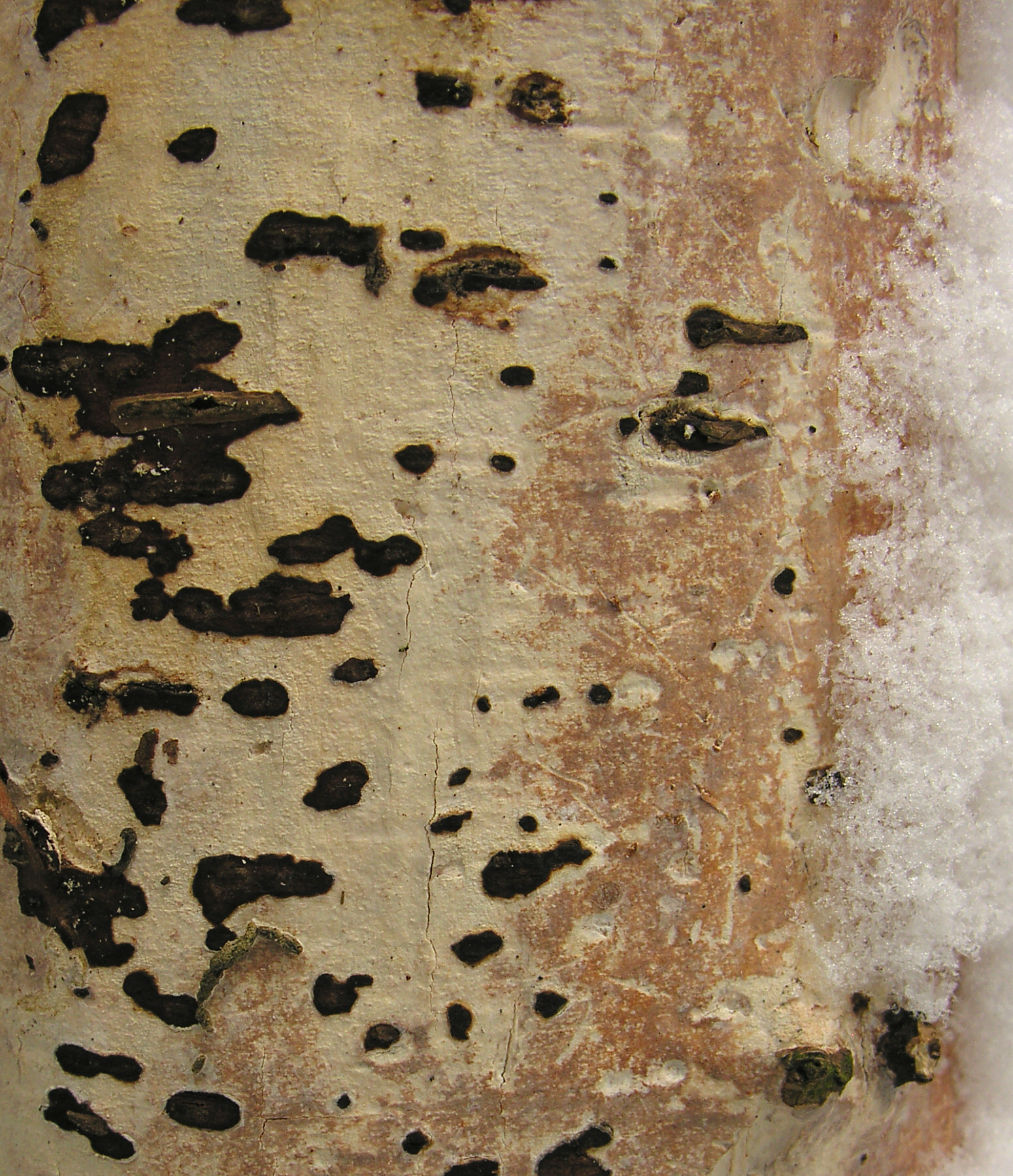
větvovka lísková
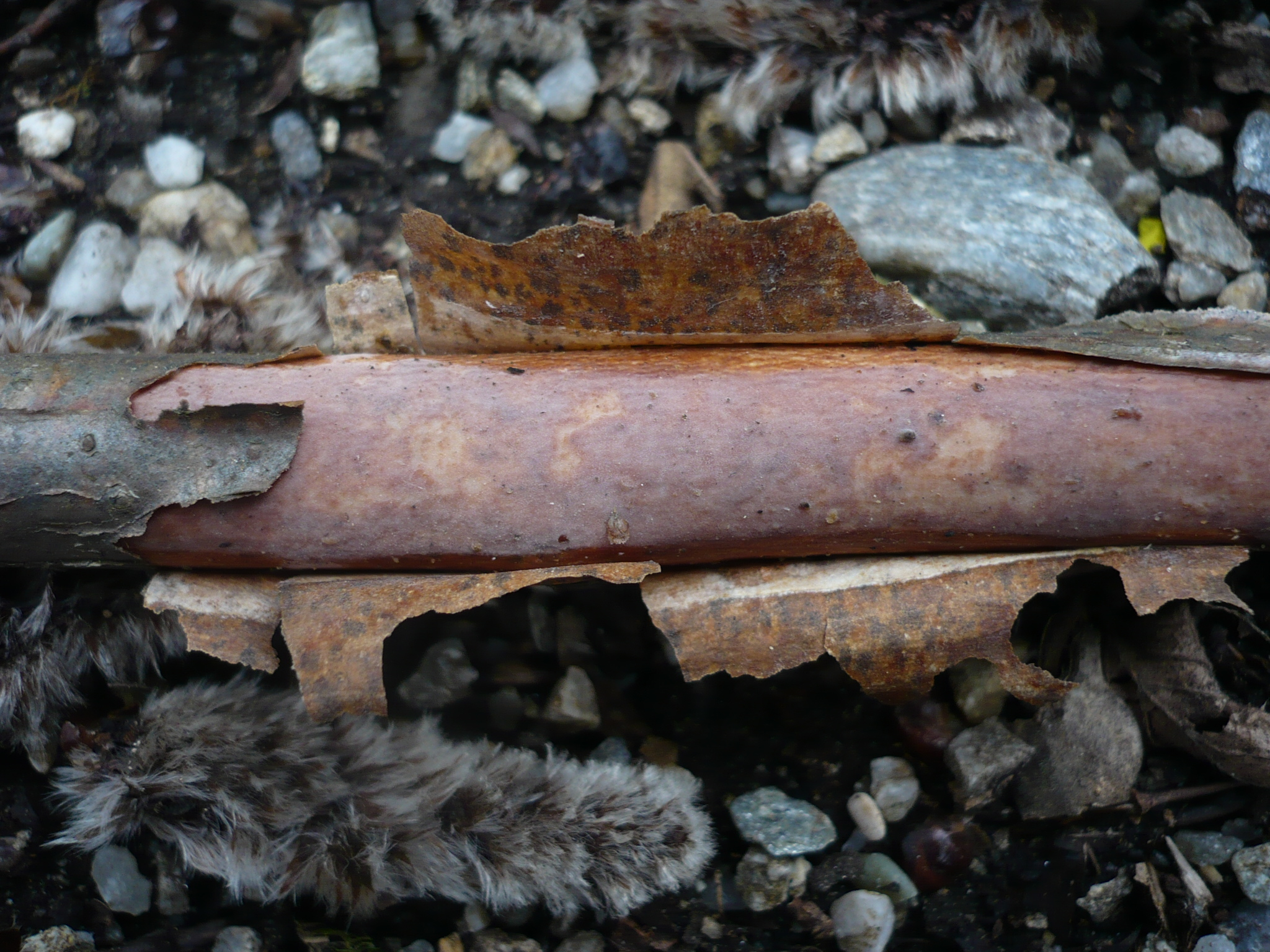
větvovka obecná

V tomto článku byl použit překlad textu z článku Vuilleminia na anglické Wikipedii.